# Time to Make You Mine
A Time to Make You Mine című dal a brit énekes-dalszerző Lisa Stansfield harmadik kimásolt kislemeze a Real Love című második stúdióalbumról. A dalt Stansfield, Ian Devaney, és Andy Morris írta.
A dal Európában harmadik kislemezként került kiadásra 1992. március 2-án. Japánban pedig június 3-án került a boltokba. A dal tartalmazza az Around the World című dal duett változatát, melyet Barry White-val közösen vettek fel. A dal jogdíjait egy jótékonysági szervezetnek ajánlották fel. A "Time to Make You Mine" című dalt a Masters at Work (Little Louie Vega és Kenny "Dope" Gonzales), valamint Martin Glover és a The Orb remixelte. A dalhoz készült klipet John Lindauer rendezte. A dal az Egyesült Királyság kislemezlistáján a 14. helyig jutott.
1992. június 21-én az Arista Records megjelentette Japánban a dalt egy speciális Maxi Cd-n, mely a Real Woman Hip Selection" címet kapta. A lemezen remixek és korábbi dalok kaptak helyet. A dal szerepel Stansfield "Biography: The Greatest Hits" valamint a "People Hold On...The Remix Antology" és a "The Collection 1989-2003" című válogatás lemezeken is, melyen egy korábban nem publikált remix, a Bomb Squad Remix és a Sunship Mix is szerepel, melyet a The Bomb Squad és a Brand New Heavies együttesből ismert Ceri Evans mixelte. A remixek az amerikai kiadásra készültek, azonban ezt elvetették, mivel Stansfield felvette a "Someday (I’m Coming Back)" című dalt a Több mint testőr című 1992-es filmzenei albumra.

## Számlista
| Európai 7" kislemez / Japán CD single 1. "Time to Make You Mine" (Edit) – 4:11 2. "All Around the World" (Duett Barry White-tal) – 4:34 Európai CD single 1. "Time to Make You Mine" (Edit) – 4:11 2. "Time to Make You Mine" (Sugar Lips Mix) – 5:40 3. "Time to Make You Mine" (Push & Slide Mix) – 5:17 4. "All Around the World" (Duet with Barry White) – 4:34 Európai 12" single 1. "Time to Make You Mine" (Sugar Lips Mix) – 5:40 2. "Time to Make You Mine" (House Dub) – 4:45 3. "Time to Make You Mine" (Edit) – 4:11 4. "All Around the World" (Duet with Barry White) – 4:34 Egyéb remixek 1. "Time to Make You Mine" (Bomb Squad Remix) – 5:12 2. "Time to Make You Mine" (Sunship Mix) – 6:00 | UK 12" single 1. "Time to Make You Mine" (Sugar Lips Mix) – 6:43 2. "Time to Make You Mine" (Push & Slide Mix) – 6:31 3. "Time to Make You Mine" (House Dub) – 4:45 4. "Time to Make You Mine" (In My Dreams Mix) – 9:13 5. "Time to Make You Mine" (Kenlou Supa Mix) – 6:30 6. "Time to Make You Mine" (Jeep Version) – 5:37 Japán"Real Woman Hip Selection" CD single 1. "Change" (Knuckles Mix) – 6:29 2. "Everything Will Get Better" (Extended Mix) – 8:03 3. "All Around the World" (Duet with Barry White) – 4:34 4. "All Woman" (Edit) – 4:49 5. "Time to Make You Mine" (Push & Slide Mix) – 6:31 6. "Change" (Driza Bone Mix) – 6:11 |

## Slágerlista
| Slágerlista (1992)                    | Legjobb helyezések |
| ------------------------------------- | ------------------ |
| Australia (ARIA)                      | 114                |
| Belgium (Ultratop 50 Flanders)        | 47                 |
| Hollandia (Single Top 100)            | 47                 |
| Europe (European Hot 100 Singles)     | 37                 |
| Spain Radio (PROMUSICAE)              | 31                 |
| Svájc (Schweizer Hitparade)           | 33                 |
| Egyesült Királyság (UK Singles Chart) | 14                 |